# Club Sport Patria
Club Sport Patria es un club de fútbol profesional originario de Guayaquil, Provincia del Guayas, Ecuador. Es uno de los clubes más antiguos del Ecuador, fundado el 18 de septiembre de 1908. El Patria, como es conocido comúnmente, Actualmente juega en la Segunda Categoría de Ecuador. Su rama femenina es el Club Sport Patria Femenino, creada en 2019.
Desde el año 2013 el Club se trasladó a Samborondón, cantón contiguo a su ciudad original Guayaquil.
Está afiliado a la Asociación de Fútbol del Guayas.
Patria es el club que más temporadas ha disputado en la Segunda Categoría, con un total de 56.

## Historia
El Club Sport Patria nació en el año de 1906 por un grupo de jóvenes del barrio de la Atarazana en Guayaquil, los cuales decidieron crear su propio equipo de fútbol. Inicialmente se hacían llamar simplemente como "Guayaquil". Dos años más tarde se reunieron una vez más, pero esta vez decidieron crear un club deportivo propiamente dicho. Es así como fundaron oficialmente el "Club Sport Patria", el 18 de septiembre de 1908.
Debido a la falta de escenarios deportivos en esos tiempos, el señor Agustín Febres-Cordero Tyler, uno de los fundadores originales del club, declaró como los primeros campos de juego donde el equipo jugaría las propias calles de Guayaquil. Algunas de éstas en la actualidad son calles muy importantes para la ciudad, como la Avenida 9 de octubre.
Los éxitos empezaron desde sus inicios cuando se empezó a practicar fútbol, consiguiendo campeonatos en 1915 y 1916.

### Era amateur
Ya en la década de los años 20 el Patria fue uno de los grandes del balompié porteño que disputaba el liderato a equipos como el Racing, Oriente, Packard, Norteamérica y otros. Tenía un plantel que lideraban Agustín Febres Cordero Tyler y el alemán Eroch Bunger. Estaban entonces Eduardo Maruri, Nelson Uraga, J.J. Medina, Alfred Cartwright, Rafael Dillon, Martín Reinberg, Carlos Puig, Enrique Guzmán Aspiazu y Félix Henríquez. La estrella de Patria empezó a declinar en 1929 cuando se fue a la serie B. Sus dirigentes se retiraron y Papá Agucho Febres Cordero aceptó la propuesta de Bolívar Bernabé para cederle al Patria los jugadores del Bolívar S.C. de la barriada de Rocafuerte y Mendiburo. Fue entonces cuando ganaron el torneo de la B y volvieron a la serie de honor. Entonces los defensores de la divisa eran Carlos y Enrique Guzmán, Bernabé Larrea, Federico Salas, Jacinto Galán, Valentín Salazar, Ernesto Cabanilla, Santiago Ayala, Alberto Herrera, José Romero Arzube, Carlos Rivera y César Alvarado. Largos años estuvo Patria en le serie de honor federativa y a inicios de los años 40 llegó a contar con grandes jugadores: Carlos Roldán, Francisco Cojo Villagómez, Kiko Guzmán, Oyola, Hidalgo, Euclides Suárez, Hernández, Jorge Aragón Miranda, Vivar, Cevallos, Eduardo Guzmán, Marimba Vítores, Madinyá y Agustín Febres Cordero Ribadeneyra. En 1942, se coronó campeón amateur de Guayaquil, y lograría un bicampeonato en los torneos de 1944 y 1945.

### Era profesional
Bajo el mando de Fernando Lebed Sigall el Patria alcanzó grandes victorias al aparecer en el profesionalismo en 1951. Ese año y en el siguiente los “patricios” fueron vicecampeones locales, superados solo por Río Guayas en 1951 y Norteamérica en 1952. Fue la época de grandes contrataciones extranjeras y la incorporación de valiosos jugadores jóvenes: Cayetano Frasciones, Eduardo y Rodolfo Bores, Marcos Cousin, Rodolfo Salatino, Carlos Infantino, Angel Ceccardi, Dante País, Alberto Sansón, Armella, Larrañaga, el recordado Hortensio Patrullero González, Mario Saeteros, Pepe Parreño, Elías Gereneldo Triviño, Héctor Sandoval, Rendón,  Vallejo  y Miguel Monroy, y Héctor “Chato” Rengifo. En 1953 nacionalizó su equipo y llegaron Luís Patón Alvarado, Ezio Martínez, Fausto Montalván, Vicente Púlpito Delgado, Colón Merizalde, Adriano Martínez, Sixto Suárez, unidos a los antiguos: Lucho y José María Jiménez. Volvió al vicecampeonato en 1954 con Enrique Romo, Ayala, Jorge Izaguirre, Pepe Merizalde, Pilo Hernández y Guido Fernández como nuevas incorporaciones.
El desaparecido Carlos Eiser comandaba al Patria en 1958; el año del cincuentenario, cuando se propusieron formar un equipo poderoso para la celebración en la cual el Patria quedó bicampeón de Guayaquil en los años 1958-1959. Llegó una docena de extranjeros y quedaron finalmente Carlos Gambina y Oswaldo Sierra, que habían jugado en San Lorenzo, Juan Carlos Menéndez, ex Platense, y Juan Szanrej, húngaro argentino que procedía de Sport Boys Association del Perú. Formaron con ellos el arquero Luís Alberto Sotomayor, los defensas Ezio Martínez y Jorge Carita Izaguirre, el volante Jaime Galarza, y los delanteros Mario Saeteros, Colón Merizalde y Enrique Raymondi entre los titulares. También alternaron Alfredo Bonnard, Tomás Angulo, José Merizalde, Carlos Paredes, Pilo Hernández, Nelson Áurea y Gereneldo Triviño. El mayor acierto de los dirigentes fue llevar al equipo a cuatro jugadores extraídos de la selección amateur de Guayaquil: Enrique Raymondi Contreras, hijo del inolvidable Maestro Raymondi, Nelson Áurea, Miguel Bustamante y Hugo Alcívar. Ese año Patria fue campeón invicto. Marcó 28 goles y recibió sólo 8. Enrique Raymondi fue el goleador del torneo de la Asociación de Fútbol con 15 dianas, formando un tándem genial con el gran preparador de jugadas, Carlos Gambina, el que ponía balones precisos en callejón para que Raymondi se luciera con su velocidad y llegara para anotar con un toquecito.
A nivel nacional, su mejor participación fue en 1961, quedando vicecampeón debajo de Emelec.
En 1970 el club bajó a a Segunda Categoría donde permanece ininterrumpidamente desde entonces.
El Doctor Mario Canessa estuvo al frente del Club los años 2005 y 2006 consiguiendo el título de la Segunda Categoría en la provincia del Guayas y estuvo muy cerca de ascender a la Primera B. La gestión de Canessa tuvo como uno de sus principales logros cancelar deudas que tenía el club por muchos años.
En septiembre del 2007 el club fue designado Presidente, Agustín Febres-Cordero Kronfle (descendiente del fundador del club).
En el 2011 toma el mando del Club, Carlos Xavier Andrade, quien trabajó como Presidente de la Comisión de Fútbol desde el 2007 en la gestión de Agustín Febres-Cordero.
Desde la temporada 2013 el Club actúa en el cantón Samborondón de la Provincia del Guayas, en dicho año fue cuando el Club estuvo más cerca de retornar a Primera Categoría, quedando a un puesto del ascenso, el cual lo alcanzó Delfín de Manta.

### Partidos Históricos
| Fecha                   | Rival               | Resultado | Ciudad    |
| ----------------------- | ------------------- | --------- | --------- |
| 16 de julio de 1952     | Sevilla Fútbol Club | 1:2       | Guayaquil |
| 30 de diciembre de 1952 | River Plate*        | 2:3       | Guayaquil |
| 1 de diciembre de 1955  | Deportivo Municipal | 2:0       | Guayaquil |
| 23 de enero de 1963     | Alianza Lima        | 2:1       | Guayaquil |
| 27 de enero de 1963     | Sporting Cristal    | 0:0       | Guayaquil |
| 26 de julio de 1964     | Alianza Lima        | 3:1       | Guayaquil |

- (*): Jugo con la camiseta del club el astro Argentino Nestor Raul Rossi a préstamo.

## Estadio
El Samborondón Arena es un estadio multiusos. Está ubicado en la ciudad de Samborondón, provincia de Guayas. Fue inaugurado en el año 2006. Es usado para la práctica del fútbol, Tiene capacidad para 2200 espectadores.
Desempeña un importante papel en el fútbol local, ya que el club de Samborondón, Club Sport Patria, hace de local en este escenario deportivo, que participan en el Campeonato Provincial de Segunda Categoría del Guayas.
El estadio es sede de distintos eventos deportivos a nivel local, ya que también es usado para los campeonatos escolares de fútbol que se desarrollan en la ciudad en las distintas categorías, también puede ser usado para eventos culturales, artísticos, musicales de la localidad.

## Auspiciantes
- Actualizado al 2025.

Esta es la cronología de las marcas y patrocinadores de la indumentaria del club.
| Período     | Proveedor |
| ----------- | --------- |
| 1979 - 2005 | Sin Marca |
| 2006 - 2010 | Reebok    |
| 2017 - 2020 | JF Sports |
| 2021-       | Bowl      |

| Período     | Patrocinador            |
| ----------- | ----------------------- |
| 2006 - 2010 | Banco de Machala        |
| 2011 - 2017 | Sin marca delantera     |
| 2018 -      | Alcaldía de Samborondón |

## Presidentes
- 1950 - 1952: Fernando Lebed Sigall
- 1958 - 1959: Carlos Eiser
- 1966 - 1968: Manuel Mora Encalada
- 2004 - 2005: Sixto Suarez Noboa
- 2005 - 2007: Mario Canessa Onetto
- 2007 - 2011: Agustín Febres-Cordero Kronfle
- 2011 - 2023: Carlos Xavier Andrade
- 2023 - : José Eduardo Zavala

## Datos del Club
- Puesto histórico: 30.° (31.° según la RSSSF)[4]
- Temporadas en Primera División: 8 (1960-1961, 1963, 1965-1967, 1969-1970).[5]
- Temporadas en Segunda División: 56: (1968, 1971-presente). Record Ecuatoriano
- Mejor puesto en la liga: 2.° (1961).[6]
- Peor puesto en la liga: 12.° (1970).

## Palmarés

### Torneos nacionales
| Competición                                             | Títulos | Subcampeonatos |
| ------------------------------------------------------- | ------- | -------------- |
| Serie A de Ecuador (0/1)                                |         | 1961.          |
| Ascenso de Fútbol Femenino Profesional de Ecuador (1/0) | 2022.   |                |

### Torneos provinciales
| Competición                               | Títulos                                 | Subcampeonatos                |
| ----------------------------------------- | --------------------------------------- | ----------------------------- |
| Profesional                               |                                         |                               |
| Campeonato de Fútbol del Guayas (2/2)     | 1958, 1959.                             | 1951, 1952.                   |
| Segunda Categoría del Guayas (5/5)        | 1968 (Invicto), 1975, 2006, 2017, 2024. | 1973, 1981, 1982, 2013, 2019. |
| Torneo Femenino de la AsoGuayas (0/2)     |                                         | 2021, 2022.                   |
| Torneo Asoguayas Sub-11 (1/0)             | 2018.                                   |                               |
| Amateur                                   |                                         |                               |
| Campeonato Amateur de Guayaquil (3/5)     | 1942, 1944, 1945.                       | 1933, 1935, 1938, 1939, 1940. |
| Campeonato Amateur Serie B (1/0)          | 1930.                                   |                               |
| Asociación de Football de Guayaquil (2/0) | 1915, 1916.                             |                               |

### Torneos amistosos
| Competición         | Títulos | Subcampeonatos |
| ------------------- | ------- | -------------- |
| Torneo invernal (1) | 1970.   |                |
| Copa Asoguayas (1)  | 2007.   |                |